# Музей Ангра-ду-Эроишму
Музей Ангра-ду-Эроишму (порт. Museu de Angra do Heroísmo) — историко-краеведческий музей в городе Ангра-ду-Эроишму (Асориш, Португалия). Находится в историческом центре города Ангра-ду-Эроишму, объекте Всемирного наследия ЮНЕСКО, на острове Терсейра в архипелаге Азорские острова, автономном регионе Португалии. Экспозиция музея охватывает историю и культуру Португалии, связанную с Азорскими островами и, в частности, как Ангра-ду-Эроишму, так и острова Терсейра. Помимо своего основного здания в бывшем монастыре Святого Франциска в Ангра-ду-Эроишму, на острове есть также другие небольшие музеи и объекты, входящие в музейный комплекс.

## История

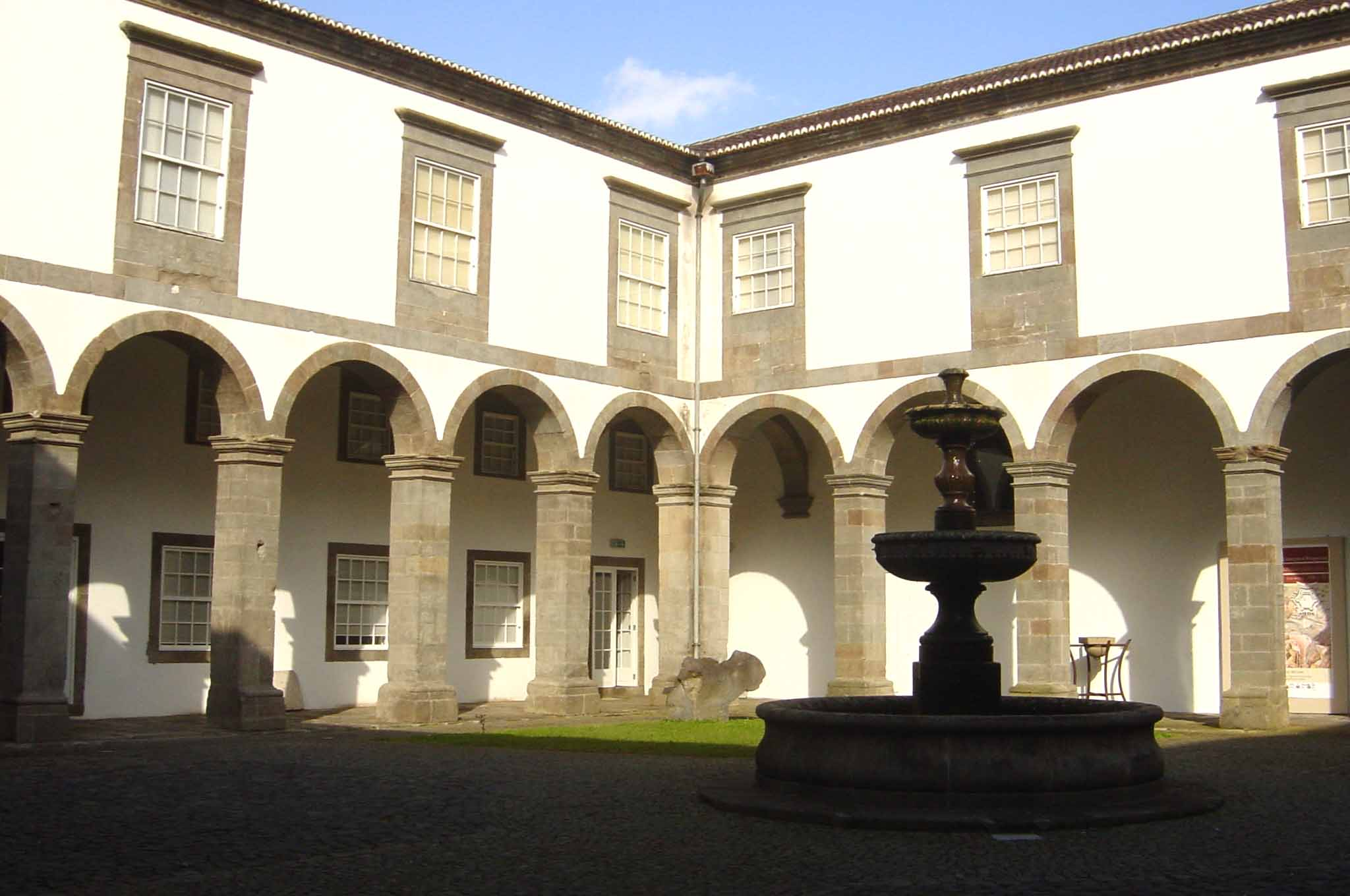
Клуатр монастыря Святого Франциска

Музей был основан 30 марта 1949 года. Его первым директором был Мануэль Коэльо Баптиста де Лима, руководивший музеем в течение трёх десятилетий. С 1951 по 1969 годы музей располагался во дворце Беттанкур, разделяя здание с Архивом округа, прежде чем был переведён в свое нынешнее здание. В настоящее время музей располагается в бывшем монастыре Святого Франциска, в котором есть церковь и клуатр, выдающиеся своими архитетурными особенностями. Здание было серьезно повреждено землетрясением 1 января 1980 года. Хотя некоторые комнаты на нижнем этаже оставались открытыми для публики, значительные ремонтные работы начались только в 1991 году. Торжественное открытие отреставрированного музея состоялось в ноябре 1997 года. Полностью музей открылся лишь в сентябре 2000 года, когда была завершена постоянная экспозиция. Церковь бывшего монастыря, особенно известная своим органом, теперь является неотъемлемой частью музея.
В 2016 году в комплекс музея было добавлено военно-историческое подразделение Мануэля Коэльо Баптисты де Лимы в бывшем военном госпитале Боа-Нова в Ангре. В 2020 году музею была передана Галерея современного искусства Кармина, расположенная к востоку от города.

## Экспозиция
Основная коллекция размещена на всем верхнем этаже главного здания. Названная «О море и суше: история Атлантики», экспозиция рассказывает роль острова Терсейры и Азорских островов в истории Португалии, от заселения островов в эпоху Великих географических открытий до наших дней, уделяя особое внимание стратегическому положению Азорских островов как перекрёстка Атлантики.
Верхний этаж разделён на четыре секции. В первом зале рассказывается об открытии Азорских островов в 1427 года, начале заселения островов в 1439 году и развитие сельского хозяйства, основанного на выращивании зерновых культур и разведении скота. В нём рассматривается, как расположение Азорских островов сделало острова незаменимыми для навигации, когда португальские исследователи начали продвигаться всё дальше. Это более подробно рассматривается во втором зале, в которой показна роль Ангра-ду-Эроишму в XVI веке как базы для путешествий и торговли между Португалией и её колониальными форпостами. Важность города привела к тому, что Азорские острова были завоёваны Испанией в 1583 году, что продолжалось до португальской войны за независимость (1640—1668). Третья секция посвящена созданию Генерал-капитанства Азорских островов в 1766 году со штаб-квартирой в Ангре и роль Терсейры в либеральных войнах 1828—1834 годов. Наконец, последняя секция посвящена XIX—XX векам, включая более широкое использование современных изобретений, шаги, предпринятые для улучшения обороны острова, и роль Терсейры во Второй мировой войне, в частости использование союзниками авиабазы Лажеш.
Кроме постоянной экспозиции в музее имеются залы для проведения временных выставок, а также открытые коллекции произведений искусства из камня, включая надгробия, гербы, широкий спектр архитектурных элементов из старых гражданских и религиозных зданий и оборудования, используемого в домашней и фермерской деятельности. Музей описывает себя как «музей синтеза». Его наиболее примечательной особенностью является его эклектичная природа или разнообразие, охватывающее этнографию, оружие и военную технику, живопись, изображения, керамику, костюмы, музыкальные инструменты и мебель, а также транспорт и войны в регионе. Здесь также есть выставки медалей и марок и коллекция картин Антониу Дакошты, местного художника из Ангра-ду-Эроишму. 
Отдельный зал Фредерико Васконселоса посвящён истории семьи Васконселос, которая с конца XVIII века развивала бизнес в различных областях торговли и промышленности Азорских островов.

Экспозиция музея
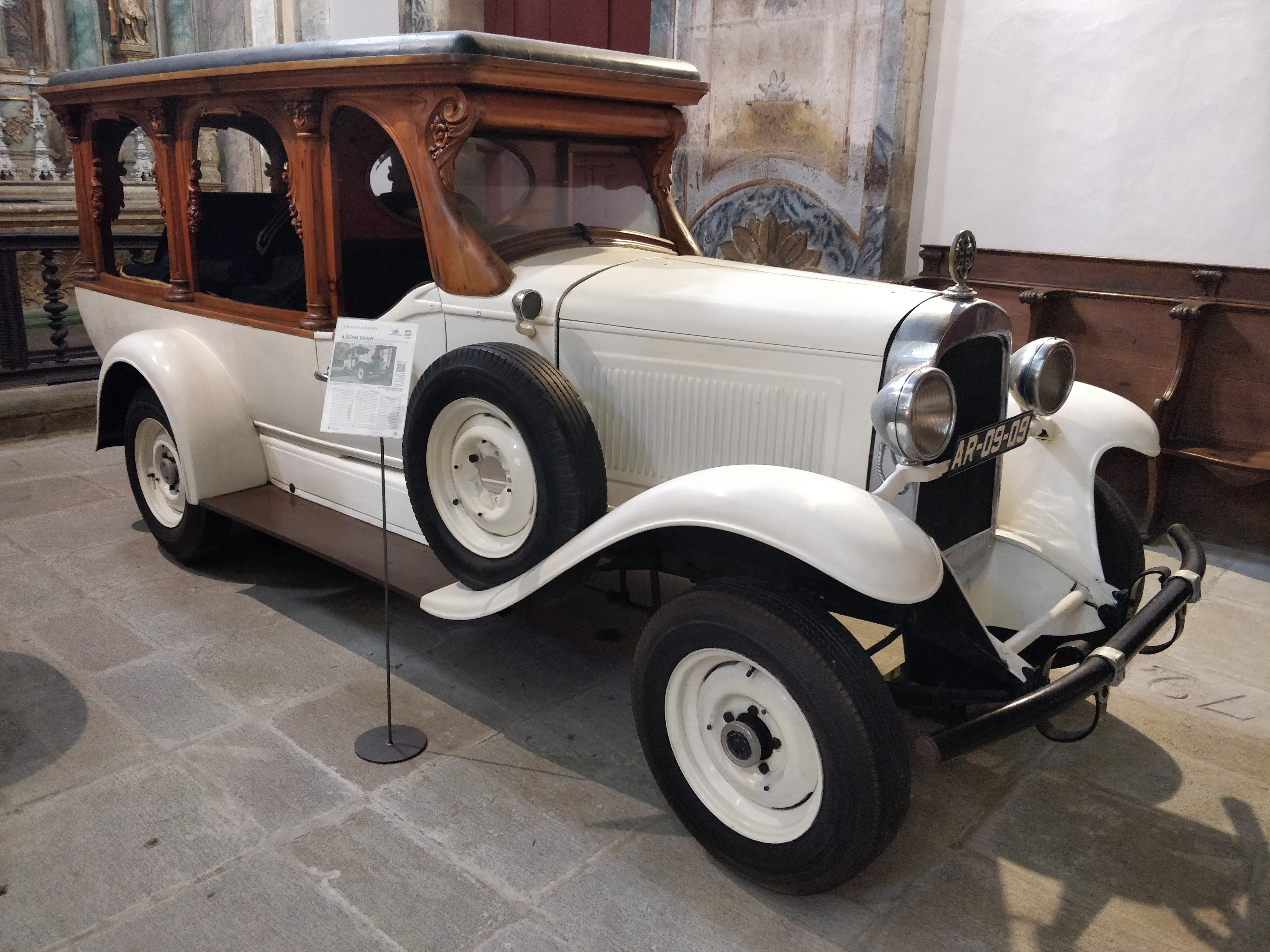
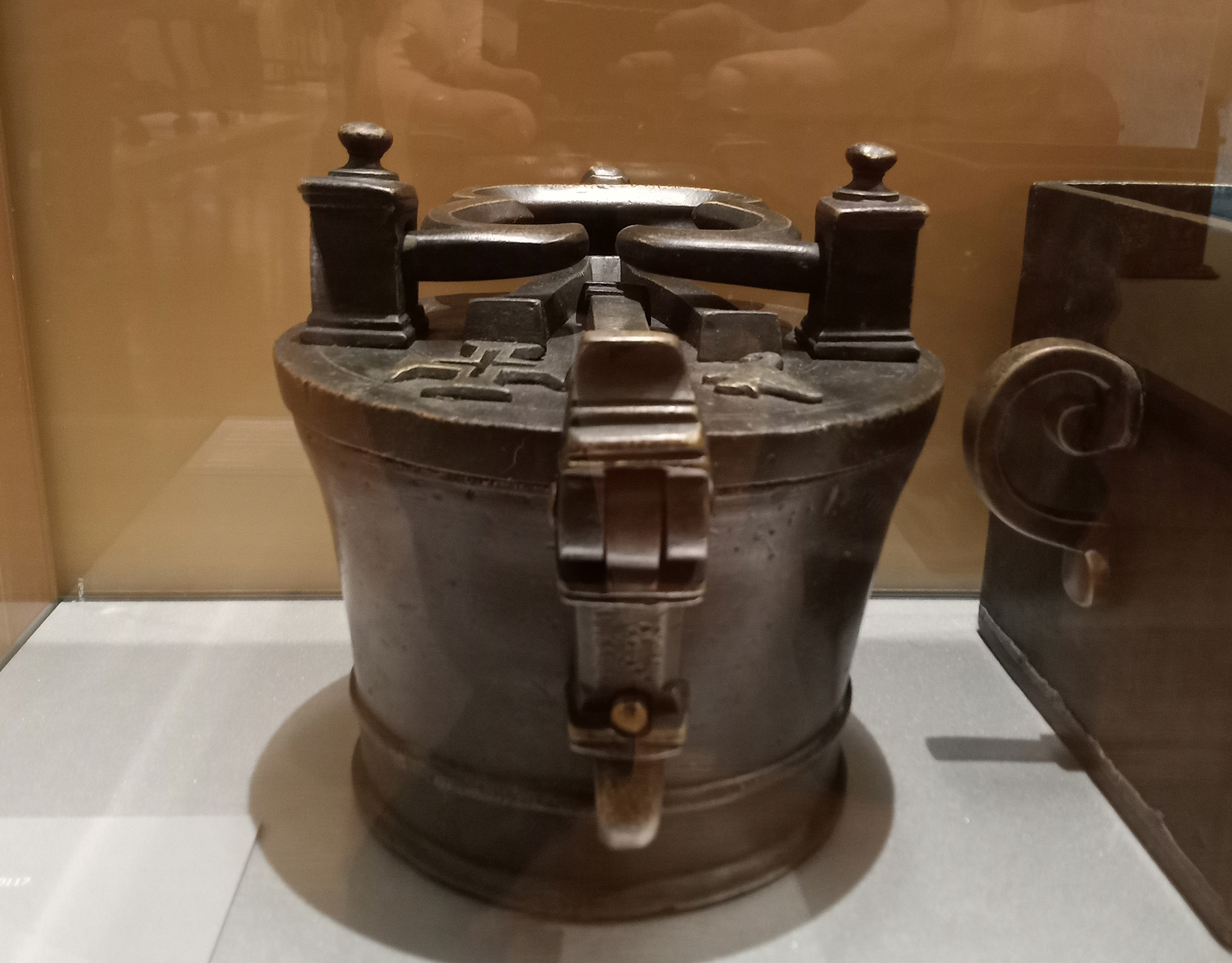
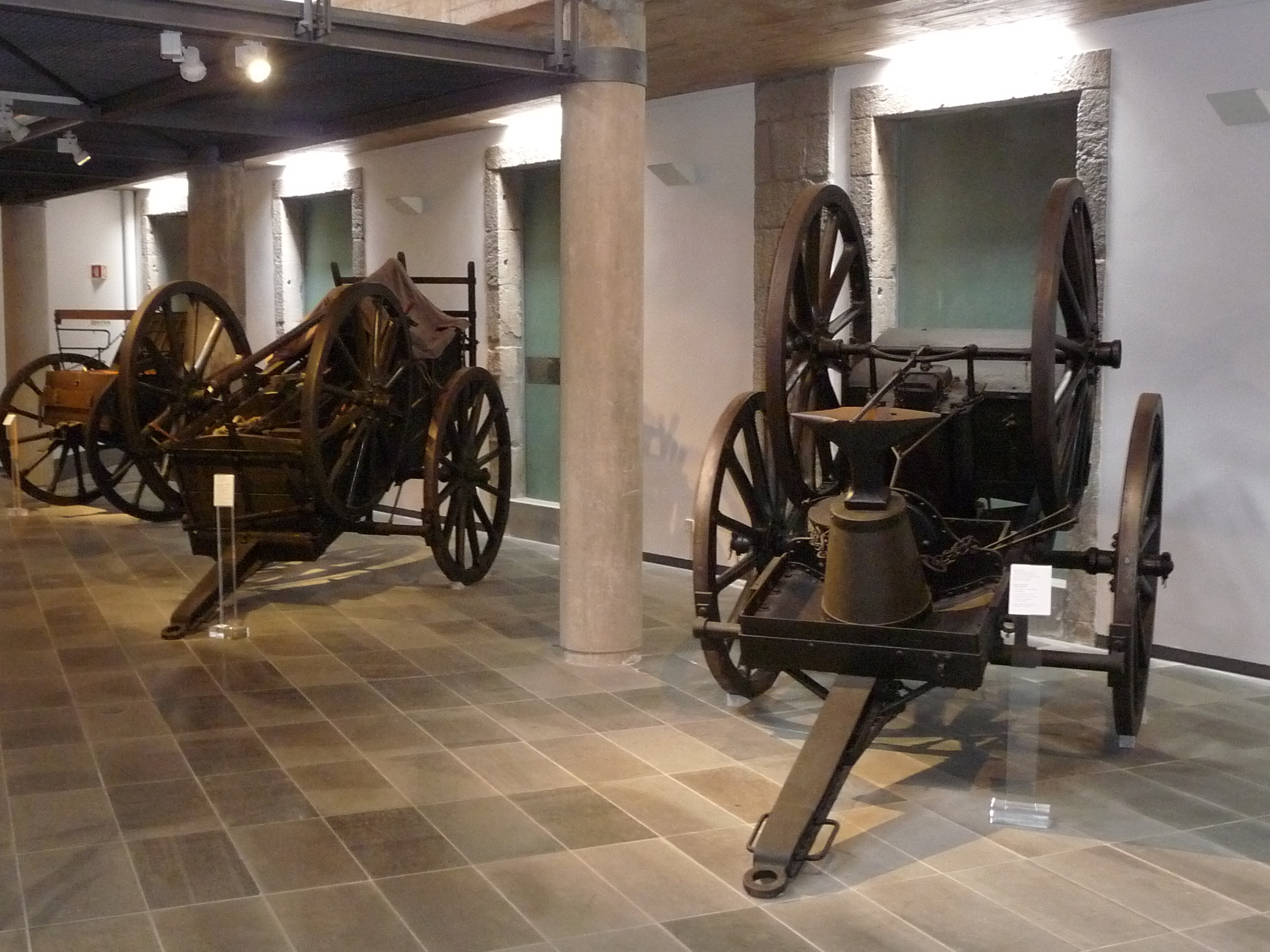
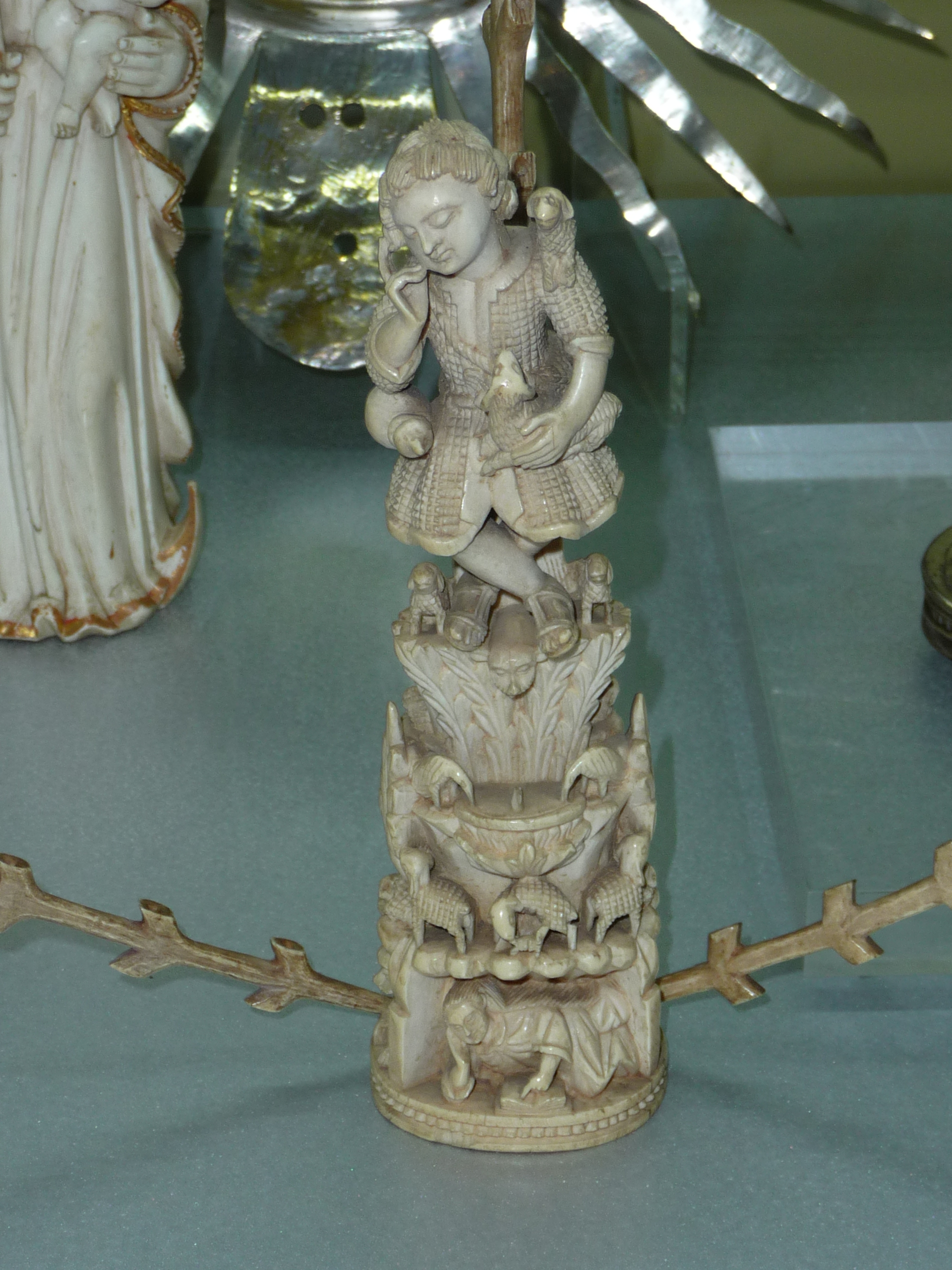
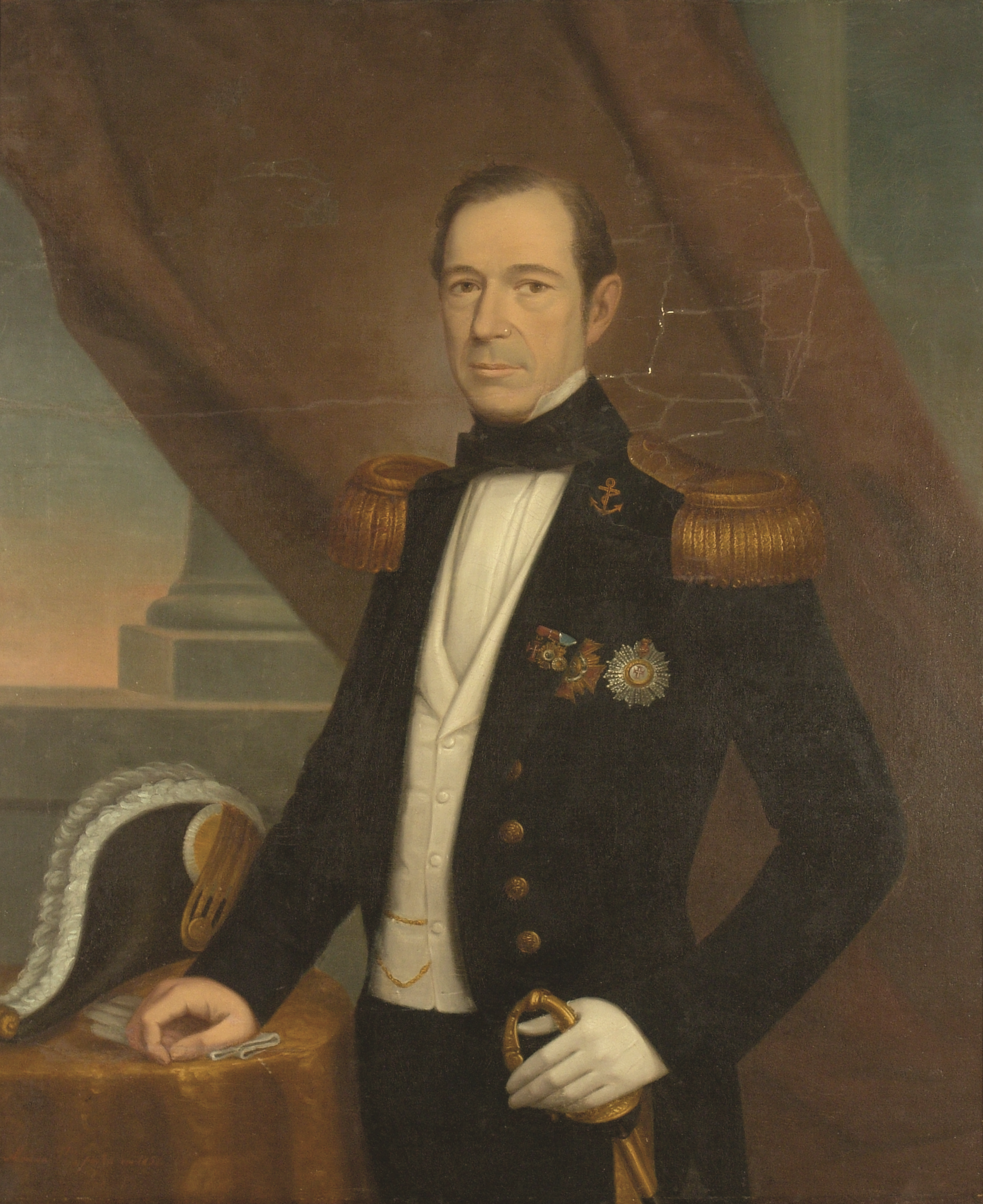
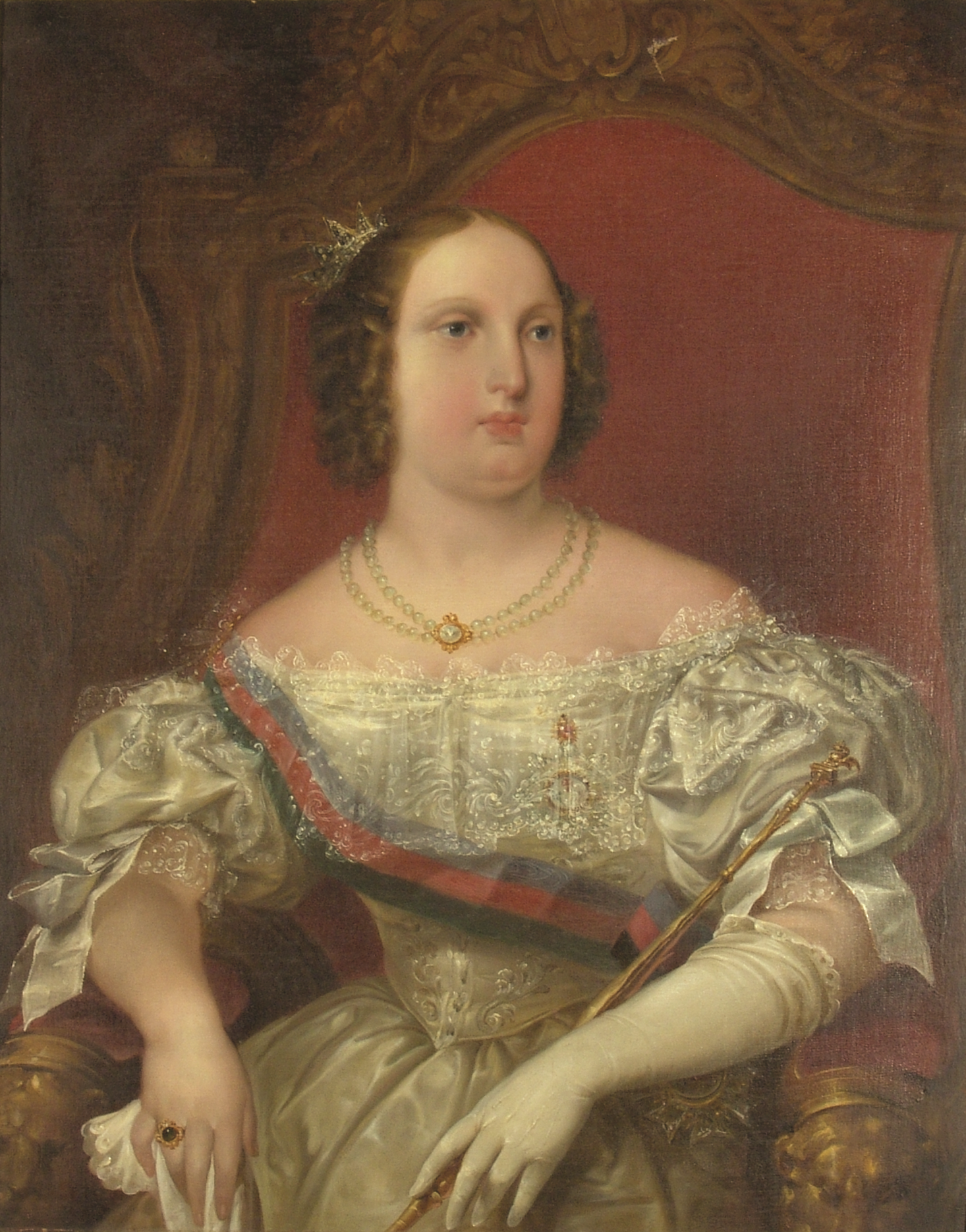